# Thorigné-en-Charnie
Thorigné-en-Charnie é uma comuna francesa na região administrativa de Pays de la Loire, no departamento de Mayenne. Estende-se por uma área de 17,57 km². Em 2010 a comuna tinha 198 habitantes (densidade: 11,3 hab./km²).